# Leon-Oumar Wechsel
Leon-Oumar Wechsel (* 9. März 2005 in Osnabrück) ist ein deutscher Fußballtorhüter.

## Werdegang

### Verein
Der Torwart ist der Sohn eines guineischen Vaters und einer polnischen Mutter. Er startete seine Fußballkarriere als Feldspieler beim SC Schölerberg, ehe er sich dem Stadtrivalen Osnabrücker SC anschloss, wo er bald vorwiegend auf der Torwartposition zum Einsatz kam.
Im Alter von 15 Jahren wechselte er für eine Saison in die Jugend von Blau-Weiß Lohne, bevor im Sommer 2021 der Wechsel in die Nachwuchsabteilung des SV Rödinghausen folgte. In der Winterpause der Saison 2022/23 rückte Wechsel in den Kader der ersten Mannschaft auf und absolvierte bis zum Saisonende elf Spiele in der viertklassigen Regionalliga West.
Zur Saison 2023/24 wechselte er in die 2. Bundesliga zu Hannover 96. Er unterschrieb einen Vertrag bis zum 30. Juni 2026 und wurde hinter Ron-Robert Zieler, Leo Weinkauf und Toni Stahl der vierte Torhüter bei den Profis. Wechsel kam für die Profis in keinem Pflichtspiel zum Einsatz, sondern sammelte hauptsächlich bei den A-Junioren (U19) Spielpraxis. In der U19, für die er in dieser Spielzeit letztmals spielberechtigt war, kam er auf 20 Einsätze in der A-Junioren-Bundesliga Nord/Nordost. Parallel kam Wechsel siebenmal für die zweite Mannschaft in der Regionalliga Nord zum Einsatz. Mit der zweiten Mannschaft wurde Wechsel Meister und stieg in die 3. Liga auf. Mit dem Beginn der Saison 2024/25 wurde Wechsel zur „Nummer 3“ der Zweitligamannschaft, da Stahl fortan nur noch im Drittligakader stand. Mit diesem wechselt er sich in den Drittligaspielen im Tor der Zweitvertretung ab. Zur Saison 2025/26 wurde er an GKS Tychy verliehen.

### Nationalmannschaft
Leon-Oumar Wechsel absolvierte am 22. Mai 2024 ein Länderspiel für die deutsche U19-Nationalmannschaft. Bei der 1:5-Niederlage in Dänemark spielte er in der zweiten Halbzeit.

## Erfolge
- Aufstieg in die 3. Liga: 2024
- Meister der Regionalliga Nord: 2024